# Jad Rambam
Jad Rambam (hebrejsky יַד רַמְבַּ"ם, doslova „Rambamův památník“, v oficiálním přepisu do angličtiny Yad Rambam) je vesnice typu mošav v Izraeli, v Centrálním distriktu, v Oblastní radě Gezer.

## Geografie
Leží v nadmořské výšce 88 metrů na pomezí hustě osídlené a zemědělsky intenzivně využívané pobřežní nížiny a regionu Šefela. Severovýchodně od vesnice protéká Nachal Gezer a dál k severovýchodu paralelně s ním i Nachal Ajalon.
Obec se nachází 19 kilometrů od břehu Středozemního moře, cca 22 kilometrů jihovýchodně od centra Tel Avivu a cca 34 kilometrů severozápadně od historického jádra Jeruzalému. Jad Rambam obývají Židé, přičemž osídlení v tomto regionu je etnicky převážně židovské. Pouze ve městech Lod a Ramla severovýchodně odtud žije cca dvacetiprocentní menšina izraelských Arabů.
Jad Rambam je na dopravní síť napojen pomocí lokální silnice číslo 424. Severozápadně od obce se kříží dálnice číslo 44, dálnice číslo 6 a silnice dálničního typu číslo 431 dobudovaná počátkem 21. století. Podél dálnice číslo 6 vede rovněž železniční trať z Lodu do Beerševy.

## Dějiny
Jad Rambam byl založen v roce 1955. K založení došlo 6. listopadu 1955. Většina prvních obyvatel byli Židé z Maroka, z města Fès. Vesnice je pojmenována podle židovského středověkého učence Maimonida nazývaného hebrejsky Rambam.
Místní ekonomika je založena na zemědělství, velká část obyvatel ale pracuje i v jiných oborech.

## Demografie
Podle údajů z roku 2014 tvořili naprostou většinu obyvatel v Jad Rambam Židé (včetně statistické kategorie "ostatní", která zahrnuje nearabské obyvatele židovského původu ale bez formální příslušnosti k židovskému náboženství).
Jde o menší obec vesnického typu s dlouhodobě stagnující populací. K 31. prosinci 2014 zde žilo 1040 lidí. Během roku 2014 populace stoupla o 1,3 %.
| Rok            | 1961 | 1972 | 1983 | 1995 | 2001 | 2003 | 2004 | 2005 | 2006 | 2007 | 2008 | 2009 | 2010 | 2011 | 2012 | 2013 | 2014 |
| -------------- | ---- | ---- | ---- | ---- | ---- | ---- | ---- | ---- | ---- | ---- | ---- | ---- | ---- | ---- | ---- | ---- | ---- |
| Počet obyvatel | 632  | 568  | 537  | 644  | 775  | 851  | 892  | 940  | 980  | 1006 | 1028 | 940  | 948  | 947  | 1004 | 1027 | 1040 |